# 惡魔鳥
惡魔鳥（英語：Devil Bird），在當地語言中被稱爲烏里瑪（Ulama），是斯里蘭卡民間傳説的一種神秘生物。在斯里蘭卡傳説中，惡魔鳥的叫聲預兆著死亡。有理論認爲，惡魔鳥可能是普通夜鷹（Jungle nightjar）、褐林鴞或林雕鸮（Spot-bellied eagle-owl）。